# Allan Olsen (cantautore)
Allan Olsen (18 marzo 1956) è un cantautore danese.

## Discografia
- 1989 - Norlan
- 1990 - Gajo
- 1992 - Pindsvin i Pigsko
- 1996 - Jern
- 1998 - Sange For Rygere
- 2000 - Onomatopoeitikon
- 2002 - Solo
- 2004 - Gæst
- 2007 - Multo Importanto
- 2008 - Allan Olsen & Band – Vol. 1
- 2009 - Solo - Vol. 2
- 2013 - Jøwt
- 2013 - D'Damer & Allan Olsen